# جبل مربابو
جبل مربابو (بالإندونيسية: Gunung Merbabu)، وهو بركان طبقي نائم في مقاطعة جاوة الوسطى في جزيرة جاوة الإندونيسية. يمكن ترجمة اسم مربابو بشكل مفصل على أنه «جبل الرماد» من الكلمات الجاوية المركبة؛ ميرو تعني «الجبل» و«أوو» أو «أبو» تعني «الرماد».
يقع بركان جبل ميرابي النشط بجواره مباشرة على الجانب الجنوبي الشرقي، بينما تقع مدينة سالاتيغا على سفوح التلال الشمالية. يقع سرج عريض يبلغ إرتفاعه 1500 متر بين مربابو وميرابي، موقع قرية سيلو، جاوة والأراضي الزراعية الخصبة.
هناك نوعان من القمم. سياريف (3119 م) وكينتينغ سونغ (3.145 م). تمتد ثلاثة وديان شعاعية على شكل حرف U من قمة كينتينغ سونغ في الإتجاهات الشمالية الغربية والشمالية الشرقية والجنوبية الشرقية.
حدث إنفجاران معتدلان معروفان في عامي 1560 و1797. تم تصنيف حدث 1797 على أنه من المستوى الثاني: متفجر، على مؤشر الإنفجار البركاني. ربما حدث ثوران غير مؤكد في عام 1570.نشأت الإنفجارات الجيولوجية الأخيرة من نظام الشق الشمالي الغربي والجنوب الشرقي الذي يقطع القمة ويغذي تدفقات الحمم البركانية كبيرة الحجم من فوهات كوبينج وكاجور على الجانبين الشمالي والجنوبي، على التوالي.
يمكن تسلق مربابو من عدة طرق تنبع من بلدة كوبينغ على الجانب الشمالي الشرقي، وكذلك من سيلو على الجانب الجنوبي. يستغرق التسلق من كوبينغ إلى قمة كينتينغ سونغ ما بين 8 و 10 ساعات.

تم إعلان مساحة 57 كيلومتر مربع في الجبل حديقة وطنية في عام 2004.